# Manggarai Selatan
Manggarai Selatan is een plaats in het bestuurlijke gebied Jakarta Selatan in de provincie Jakarta, Indonesië. De plaats telt 23.319 inwoners (volkstelling 2010).